# Istočnomanuski jezici
Istočnomanuski jezici, skupina od (12) manuskih jezika koji se govore u provinciji Manus u Papui Novoj Gvineji. Pripadaju joj sljedeći jezici: andra-hus [anx], elu [elu], ere [twp], kele [sbc], koro [kxr], kurti [ktm], leipon [lek], lele [lle], nali [nss], papitalai [pat], ponam [ncc], titan [ttv].
Manusku skupinu čine s mokoreng-loniu (2) i zapadnomanuskim jezicima.

## Vanjske poveznice
- Ethnologue (14th)
- Ethnologue (15th)